# Tito marsall szelleme
Tito marsall szelleme (eredeti címe Maršal) 1999-es horvát filmvígjáték Vinko Brešan rendezésében. A napsütéses, élénk színekkel festett, mediterrán helyszínen játszódó filmet reneszánsz karneváli hangulat jellemzi. Magyarországon 2000-ben vetítette a budapesti Művész mozi, hangalámondással.

## Cselekménye
Egy fiatal rendőrt büntetésből áthelyeznek szülőhelyére, egy kis szigetre, ahol néhány nyugdíjas gyanúsan viselkedik. A furcsa viselkedés egykori partizántársuk temetésén kezdődött, ahol állítólag Josip Broz Tito szellemét látták. A polgármester arra akarja az eseményeket felhasználni, hogy fellendítse a sziget turizmusát: egyfajta szocialista skanzent rendeznek be, a falakon szocialista jelszavakkal, Tito beszédeit harsogó hangszórókkal,   aminek a hitelességét Tito megtestesült szelleme adja meg. A játékban a szigetlakók is rész vesznek; korhű ruhákban eljátsszák szerepeiket. Az őskommunisták és az újkapitalisták összeütközése groteszk jeleneteket eredményez.

## Fogadtatása
Noha a filmet egy kereskedelmi szempontból kedvezőtlen időszakban mutatták be Horvátországban, amikor az ország Franjo Tuđman államfő betegségével, halálával, és az azt követő választásokkal volt elfoglalva, és a film reklámját nem engedték vetíteni a horvát televízióban, mégis mintegy 100 000 néző látta, amivel az 1990–2013 közötti időszak negyedik legnépszerűbb filmjévé vált.
Silvio Foretić horvát zeneszerző operát írt a film alapján.

## Díjak
- Wolfgang Staudte-díj(wd) a 2000-es Berlini Nemzetközi Filmfesztiválon[9]
- legjobb rendező díja a 2000-es Karlovy Vary-i Nemzetközi Filmfesztiválon.[10][11]
- legjobb film díja a 2000-es Pólai Filmfesztiválon[12]
- legjobb rendezés díja a 2000-es Pólai Filmfesztiválon[12]
- legjobb forgatókönyv díja a 2000-es Pólai Filmfesztiválon[12]
- Fantafestival(wd): Ezüst Méliès-díj[13]